# Tourment (film)
Pour plus de détails, voir Fiche technique et Distribution.
Tourment (Right Cross) est film américain de John Sturges sorti en 1950.

## Synopsis
Ce film raconte la palpitante histoire d'un champion de boxe, Johnny Monterez, qui a un poing droit défaillant et fragile. Il est amoureux de Pat, la fille de son impresario, Sean O'Halley.
Le journaliste sportif Nick Gavery est lui aussi amoureux d'elle, mais sachant pour qui elle penche, il sombre dans l'alcool et les femmes quelque peu malsaines parmi lesquelles se trouve Dusky Ledoux.

## Fiche technique
- Titre original : Right Cross
- Réalisateur : John Sturges.
- Scénario : John Sturges et Charles Shnell
- Photographie : Norbert Brodine
- Montage : Lance Whitney
- Musique originale : David Raksin
- Durée : 90 minutes
- Date de sortie :
  - États-Unis : 14 novembre 1950

## Distribution
- June Allyson : Pat O'Malley
- Dick Powell : Rick Garvey
- Ricardo Montalban : Johnny Monterez
- Lionel Barrymore : Sean O'Malley
- Teresa Celli : Marina Monterez
- Barry Kelley : Allan Goff
- Tom Powers : Tom Balford
- Mimi Aguglia : Mom Monterez
- Marianne Stewart : Audrey
- John Gallaudet : Phil Tripp
- Ken Tobey : Ken
- Marilyn Monroe : Dusky Ledoux
- King Donovan : Journaliste